# Barabara
Barabara è una piccola isola disabitata delle isole Andreanof, nell'arcipelago delle Aleutine, e appartiene all'Alaska (USA). Si trova vicino alla costa meridionale del promontorio orientale (che termina in Cape Sudak) dell'isola di Tanaga.